# Sanjuansaurus
Sanjuansaurus é um gênero de dinossauro herrerassaurídeo do Triássico Superior da Argentina. Há uma única espécie descrita para o gênero Sanjuansaurus gordilloi.

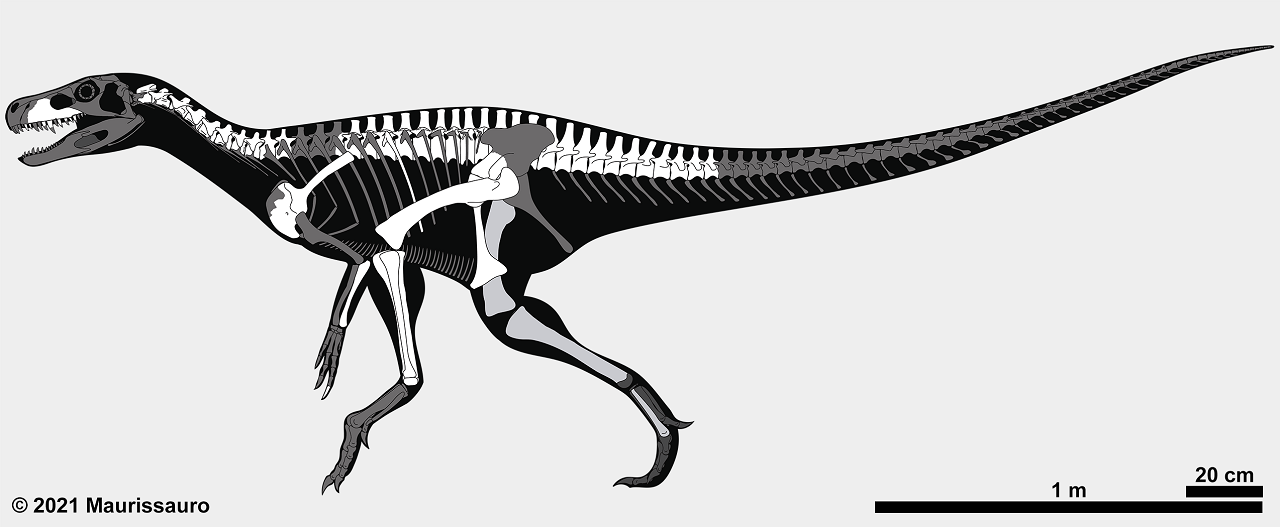
Reconstrução esqueletal de Sanjuansaurus gordilloi. Elementos conhecidos em branco e desconhecidos em cinza escuro.